# Abdelhamid Nechad
Abdelhamid Nechad (en arabe : عبد الحميد نشاد) est un footballeur international algérien né le 20 septembre 1970 à Oran. Il évoluait au poste de milieu de terrain.

## Biographie

### En club
Il évolue en première division algérienne avec son club formateur, l'ASM Oran, du CS Constantine du MC Alger et du NA Hussein Dey.

### En équipe nationale
Il honore deux sélections en équipe d'Algérie entre 1997 et 1998. Son premier match avec Les Verts a eu lieu le 22 décembre 1997 contre le Togo (défaite 0-1). Son dernier match a eu lieu le 4 novembre 1998 contre la Bulgarie (nul 0-0).

## Palmarès
| MC Alger - Championnat d'Algérie (1) : - Champion : 1998-99. - Coupe de la Ligue d'Algérie (1) : - Vainqueur : 1997-98. |  | NA Hussein Dey - Championnat d'Algérie D2 (1) : - Champion Gr. Centre-Est : 2001-02. |